# Gush Shalom
Gush Shalom (Hebreo: גוש שלום, lit. Coalición de paz) es un movimiento pacifista israelí fundado y mantenido por el exmiembro de la Irgún y de la Knesset Uri Avnery en 1993. Esta organización ha generado controversias en Israel por mandar ayuda a Gaza mientras es gobernada por Hamás, que los medios de Israel lo han llamado "radical" y "extrema".

## Postura
Gush Shalom objeta la ocupación israelí en los Territorios Palestinos y clama que esta es ilegal y que Israel está cometiendo crímenes de guerra contra los palestinos. Apoya la idea de un consenso pacífico y que Jerusalén sea la capital de los dos Estados.